# Tetrafluoruro de torio
El tetrafluoruro de torio (fluoruro de torio (IV)) es un compuesto químico inorgánico que tiene fórmula química ThF4. Es un polvo higroscópico blanco que se puede producir haciendo reaccionar torio con gas flúor. A temperaturas superiores a 500 °C, reacciona con la humedad atmosférica para producir ThOF2.

## Usos
A pesar de su radiactividad (suave), el fluoruro de torio se utiliza como material antirreflectante en recubrimientos ópticos multicapa. Tiene una excelente transparencia óptica en el rango de 0,35 a 12 µm, y su radiación se debe principalmente a las partículas alfa, que pueden detenerse fácilmente con una capa delgada de otro material.
El fluoruro de torio se usó en la fabricación de lámparas de arco de carbono, que proporcionaban iluminación de alta intensidad para proyectores de películas y reflectores.